# Gargetto
Gargetto (in greco antico: Γαργηττός?, Garghettós) era un demo dell'Attica, situato ai piedi del versante settentrionale del monte Imetto, vicino al Pentelico, nei pressi della moderna Ieraka.

## Etimologia
Il nome del demo è di origine pregreca; si narrava che derivasse da un eroe padre di Ione (che diede la denominazione agli Ioni). Si credeva che fosse in seguito migrato ad Elis, dove suo figlio diede il nome ad un gruppo di ninfe.

## Mitologia
Quando Egeo morì, Pallade ed i suoi figli si opposero alla salita al trono di Teseo, raccogliendo un esercito e facendolo marciare verso Atene. Mentre il grosso delle truppe procedeva verso la città, un contingente si fermò a Gargetto per tendere un'imboscata al re; l'araldo Leo di Agnunte tradì i congiurati e questi vennero massacrati da Teseo. Quest'ultimo in seguito, mentre si stava dirigendo a vivere per il resto della vita a Sciro, si ermò a Gargetto e lanciò una maledizione contro i suoi nemici: da allora il luogo è stato chiamato Araterio (in greco antico: ἀρατήριον?, aratérion), cioè "luogo maledetto".
In seguito, quando gli Eraclidi furono cacciati dal Peloponneso, Euristeo marciò contro Atene per ottenere la resa dei figli di Ercole. Ucciso, venne sepolto a Gargetto (meno la testa, che venne portata a Tricorinto. Euripide sostiene invece che l'eroe fosse stato sepolto a Pallene, di fronte al tempio di Atena Pallenide.

## Religione
A Gargetto era presente un tempio di Dioniso in cui si celebravano culti misterici. Insieme ad Acarne, Peonide e Pallene faceva parte della confederazione religiosa di Atena Pallenide.